# Ressource génétique
Une ressource génétique est, selon la Convention sur la diversité biologique (CDB), un matériel génétique ayant une valeur effective ou potentielle.
Elle est liée à la diversité génétique et fonctionnelle des patrimoines génétiques des sous-populations, populations et métapopulations de chaque taxon.
Bien que non nommée, elle a joué depuis des milliers d'années un rôle important dans l'agriculture, l'élevage, la pisciculture et la sylviculture, et de plus en plus pour les biotechnologies et les domaines utilisant la transgénèse ou la sélection dirigée sur la base de méthodes scientifiques depuis quelques décennies. Dans le domaine agricole, le terme agrobiodiversité recouvre bien la notion de ressource génétique .
La valorisation marchande et biotechnologique de ces ressources pose des questions nouvelles de gouvernance, et de modes de partage des bénéfices apportés par ces ressources et leur conservation, avec des questions ethnologiques et d'éthique environnementale spécifiques, concernant par exemple la gestion et valorisation des semences les capacités croissantes de pollution génétique et de modifications profondes et parfois irréversibles de ce patrimoine par l'Homme.

## Éléments de définition
Le génome a acquis une valeur de ressource naturelle et commerciale lorsque son rôle dans l'amélioration végétale ou animale a été compris. Ce phénomène s'est accompagné du développement du génie génétique ainsi que de la possibilité de breveter le vivant.
Lors du Sommet de la Terre de juin 1992, l'ONU a reconnu l'importance de ces ressources comme bien commun et comme fondamentales pour le développement durable. L'ONU leur reconnaît aussi une valeur utilitaire en distinguant les ressources génétiques végétales et animales, en insistant sur la « conservation et utilisation rationnelle des ressources phytogénétiques (RPG) pour l'alimentation et pour une agriculture viable », (point 14H) et la « conservation et utilisation rationnelle des ressources zoogénétiques (RZG) pour une agriculture viable » (point 14H). L'ONU pointe aussi à plusieurs reprises l'importance des ressources génétiques forestières (RGF).

## En France
Dans ce pays, le Bureau des ressources génétiques (BRG), puis la Fondation pour la recherche sur la biodiversité (FRB) et l'Agence nationale de la recherche (ANR), accompagnent la recherche sur ces questions via notamment des appels à projets encourageant à développer les connaissances sur les liens entre diversité génétique et agriculture durable, sylviculture durable ou encore résilience écologique (par exemple, le projet DIVALOR porte sur la « valorisation de la diversité bactérienne des sols et de son service écologique rendu, avec application à la protection de cultures légumières afin de limiter l’utilisation de produits phytosanitaires toxiques »–  et réponse au changement climatique, etc.) lancés par le Bureau des Ressources Génétiques en 2007, puis par la FRB, en plus de la recherche privée qui cherche à valoriser ces ressources, avec des questions controversées quant à la brevetabilité du vivant.
Un colloque FRB intitulé « Les Ressources Génétiques (RG) face aux nouveaux enjeux environnementaux, économiques et sociétaux » a fait à Montpellier le point sur la recherche en 2011.
En 2014, selon l'exposé des motifs du projet de loi cadre sur la biodiversité : « Le principe de souveraineté de l'Ėtat sur les ressources génétiques relève de l’article L.110-1 du code de l'environnement qui dispose dans son I modifié par le titre Ier de cette loi que "Les espaces, ressources et milieux naturels terrestres et marins, les sites, les paysages, la qualité de l'air, les êtres vivants, la biodiversité font partie du patrimoine commun de la nation". Cette souveraineté implique une responsabilité par rapport à la protection et à la gestion durable de ce patrimoine »
En 2016, a été créée une nouvelle section du CTPS d'intérêt commun à plusieurs espèces ou groupe d'espèces relative à la conservation des ressources phytogénétiques.
Le guide détaillé de l'APA (accès et partage des avantages des ressources génétiques selon le protocole de Nagoya) est présenté sur le site de la FRB.
En 2017, Le ministère de l'Agriculture et de l’Alimentation conduit deux nouvelles actions pour la conservation la diversité du patrimoine génétique des plantes cultivées (ressources phytogénétiques) dans le cadre du Traité international sur les ressources phytogénétiques pour l'alimentation et l'agriculture (TIRPAA):

### Conservation de la biodiversité
Le patrimoine national des ressources zoogénétiques est préservé par cryoconservation avec la Cryobanque Nationale, qui a été mise en place en 1999.
D'autres dispositifs de gestion conservatoire de la diversité génétique existent, comme avec le Muséum national d'histoire naturelle et la conservation in situ animale et végétale. De même, avec l'association Conservatoire des collections végétales spécialisées et les autres Conservatoires botaniques, ainsi que la conservation ex situ avec les banques de graines (ou banques de semences). La coordination de ces actions est placée dans le périmètre des activités du GEVES .